# Templo de Juno Regina (Aventino)
Templo de Juno Regina (em latim: Aedes Iuno Regina) era um templo localizado no monte Aventino (rione Ripa) na antiga Roma. Ele foi dedicado a "Juno, rainha de Veios" por Marco Fúrio Camilo depois de sua conquista da cidade. Construído em 396 a.C., foi inaugurado em 1 de setembro de 392 a.C.. Abrigando uma estátua da deusa trazida de Veios por Camilo, o templo de Juno ficou conhecido posteriormente pelas doações, sacrifícios e milagres reportados no local. Foi reformado por Augusto, mas não aparece em nenhuma outra fonte depois disto. Ele ficava na parte mais alta do Clivo Publício — duas inscrições sobre a procissão lustral de 207 a.C. estão preservadas na Basílica de Santa Sabina.